# محمد علي البارفروشي
الملا محمد علي البارفروشي (1822 - 1849): من أتباع الباب الثمانية عشر الأوائل المعروفين بحروف الحي. اختاره الباب ليرافقه في حجه إلى مكة المكرمة حيث أعلن الباب عن رسالته إلى شريفها.
كان من أهم قادة البابيين الأوائل وكان من ضمن المدافعين عن قلعة الشيخ طبرسي حيث اعتصم البابيون ضد جيوش شاه إيران. ودام الحصار من أكتوبر 1848 إلى مايو 1849 حين استسلم البابيون بعد منحهم الامان وتعهد الدولة بالإبقاء على حياتهم وتركهم يعودون إلى بيوتهم ولكن بعد ذلك القي القبض عليهم وأعدم يوم السادس عشر من مايو 1849 ستة أيام بعد انهاء الحصار.